# جائحة فيروس كورونا في غيرنزي
وصل وباء كوفيد-19 المستجد -وهو مرض معدٍ جديد تحدثه فيروسات السارس-CoV-2- إلى غيرنزي في أوائل مارس 2020. شُخصت الحالة الأولى في غيرنزي في 9 مارس، وأُكد انتقاله إلى داخل الجزيرة في 24 مارس. حتى 18 مايو، اكتُشفت 252 حالة -كلها في جزيرة غيرنزي- وشفي 234 حالة منها، وأُكدت وفاة 13 شخصًا بسبب العدوى. لم تُشخص حالات في سارك وألدرني.
باعتبارها ولاية منفصلة ذاتيّة الحكم ولا تشكل جزءًا من المملكة المتحدة ومع خدمة رعاية صحية منفصلة خاصة بها، نسقت غيرنزي استجابتها للوباء بشكل مستقل. الهدف الأساسي للاستجابة -التي تقودها هيئة الطوارئ المدنية (سي سي إيه) هو «تسطيح المنحنى»، الذي يشير إلى محاولة إبطاء معدل انتشار الإصابات من أجل تقليل خطر تعرض الخدمات الصحية للانهيار. ويُعد الإدارة الأفضل للحالات الحالية حتى يتوفر لقاح أو العلاج باستخدام مضاد فيروسات محدد. شكلت الاختبارات وتقييد الاتصال جزءًا رئيسيًا من إستراتيجية الاستجابة، أجرت غيرنزي معدل اختبار مرتفع، إذ تجاوز نصيب الفرد عدة مرات نصيبه في العديد من الولايات المستقلة الأخرى. أُشيد بولايات غيرنزي بسبب شفافيتها ووضوح استجابتها، التي اعتُبرت نموذجًا للتواصل الجيد خلال الوباء.
قامت ولايات غيرنسي بإعلان المرض لأول مرة في 23 يناير وبدأت في إجراء الاختبار بعد ذلك بوقت قصير. منذ أوائل فبراير، أوصت الدول بعدد من الإجراءات الوقائية بما في ذلك غسل اليدين، وتغطية الفم عند السعال أو العطس، والحفاظ على مسافة عن الأشخاص الآخرين وتجنب السفر غير الضروري. في أعقاب الحالة المؤكدة الأولى في 9 مارس، طبقت وكالة (سي سي إيه) أول مجموعة مراسيم قانونية، وأصدرت أوامر العزل الذاتي عند الوصول إلى مناطق نفوذ الولاية. في 25 مارس، بعد أول حالة مؤكدة منتقلة إلى الجزيرة، جرى فرض أمر إغلاق على مستوى مناطق نفوذ الولاية يتضمن قيودًا واسعة النطاق على حرية الحركة بالإضافة إلى إغلاق المرافق والشركات. بحلول أواخر أبريل، وبعد التسوية الناجحة للمنحنى، بدأت الولايات في تخفيف القيود ضمن خطة مرحلية تتضمن ست مراحل من الإغلاق.
تسبب الوباء والتدابير المتخذة لاحتواء انتشاره في اضطراب اجتماعي واقتصادي حاد في مناطق نفوذ الولاية، بما في ذلك الانكماش الاقتصادي بشكل أسوأ مما شهدناه خلال الأزمة المالية التي حدثت في عام 2008، ما تسبب في ركود اقتصادي حاد. وقد أسفر ذلك عن تأجيل أو إلغاء الأحداث الثقافية والسياسية والرياضية بما في ذلك احتفالات يوم التحرير السنوي للجزيرة وأول انتخابات على مستواها، بالإضافة إلى إغلاق جميع المدارس والكليات. أدت المخاوف من نقص الإمدادات إلى هلع الشراء، وأثيرت مخاوف بشأن تدهور الصحة العقلية وزيادة العنف المنزلي. نفذت ولايات غيرنزي تدابير من أجل التخفيف من الآثار الأوسع المختلفة للوباء.

## التاريخ
في 31 ديسمبر 2019، أبلغت الصين عن مجموعة من حالات الالتهاب الرئوي في مدينة ووهان. في 7 يناير 2020، أكدت السلطات الصحية الصينية أن هذه المجموعة ناجمة عن فيروس تاجي معدي جديد. أصدرت منظمة الصحة العالمية (WHO) إحاطات فنية في 10 و11 يناير، محذرة من احتمال قوي لانتقال العدوى من شخص لآخر وحثت على اتخاذ الاحتياطات. في 14 يناير/كانون الثاني، صرحت منظمة الصحة العالمية: «لم تعثر التحقيقات الأولية التي أجرتها السلطات الصينية على أي دليل واضح على انتقال العدوى من شخص لآخر»، على الرغم من أنها أوصت بأن البلدان ما تزال تتخذ الاحتياطات بسبب انتقالها هذه الفيروسات من شخص لآخر خلال السارس السابق وتفشي فيروس كورونا. ومع ذلك، أكدت منظمة الصحة العالمية والصين في 20 يناير حدوث انتقال للعدوى من إنسان إلى إنسان.
بحلول مارس 2020، تأثرت أكثر من 170 دولة ومنطقة، مع تفشٍّ كبير في الصين وإيطاليا وكوريا الجنوبية وإيران. في 11 مارس 2020، أعلنت منظمة الصحة العالمية انتشار كوفيد-19 على أنه جائحة. كانت نسبة الوفاة في حالات كوفيد-19 أقل بكثير من السارس الذي ظهر في عام 2003، ولكن كان انتقال العدوى أكبر بكثير، مع إجمالي عدد حوادث الوفيات.
ى سابقا -في نوفمبر 2019- أجرت الولايات تمرينًا ناجحًا على الخطة الإستراتيجية لوباء الإنفلونزا في جزر القنال، وهي عملية محاكاة لوباء الإنفلونزا بقيادة خدمات الصحة العامة. وقد جعل هذا التمرين وضع هذه التدريبات في أعلى سجل المخاطر في الجزيرة بعد مشورة الصحة العامة من منظمة الصحة العالمية.
اعترفت الدول لأول مرة بظهور فيروس تاجي جديد، أشير إليه آنذاك باسم مرض فيروس كورونا-2019 (فيروس ووهان)، في 23 يناير عندما كان هناك 571 حالة إصابة معروفة في جميع أنحاء العالم وأكدت في بيان إعلامي أنها «في حالة وموقف جيدين لمواجهة الوضع المتطور لفيروس كورونا-2019». في 30 يناير، أعلنت منظمة الصحة العالمية تفشي المرض على أنه حالة طارئة للصحة العامة وذو أهمية دولية، محذرة من أنه «يجب أن تكون جميع البلدان مستعدة للاحتواء». بدأ إجراء الاختبارات بعد فترة وجيزة وفُرضت متطلبات العزل الذاتي على الوافدين إلى الجزيرة من عدة بلدان تضررت بشدة من الوباء. في 23 فبراير، أفيد أنه جرى اختبار 12 مريضًا محليًا وكانت جميع النتائج سلبية. في 25 فبراير، أُرسلت مجموعة من الأطفال في مدرسة محلية إلى المنزل من أجل عزل أنفسهم بعد عودتهم من رحلة تزلج إلى شمال إيطاليا. جرى اختبار طالب يعاني من أعراض ولكن النتيجة جاءت سلبية.
شُخصت أول حالة مؤكدة في غيرنزي في 9 مارس. أصيب الشخص بالفيروس في أثناء قضاء عطلة في تينيريفي قبل أن يعود إلى المنزل. طلب المريض المساعدة على الفور، ووُضع مع عائلته في الحجر الصحي الإجباري في المنزل. بعد ثلاثة أيام، في 12 مارس، وصف سانت بيير الوباء بأنه «أهم تحدٍ للصحة العامة منذ نهاية الحرب العالمية الثانية». في 20 مارس، شُخصت حالة ثانية، بعد أحد عشر يومًا من الأولى. كان المريض قد عاد من فرنسا قبل أن يدخل على الفور في فترة 14 يومًا من العزلة الذاتية الإجبارية في أثناء ظهور أعراضه. بعد تشخيص الحالة الثانية، شُخصت الحالات الأخرى بسرعة. بعد يوم واحد -في 21 مارس- شُخصت 15 حالة جديدة في غضون 24 ساعة. وشُخصت ثلاث حالات أخرى في 22 مارس، إذ حددت ولايات غيرنزي أربع مجموعات من بين عشر حالات، كانت ثلاث مجموعات في رحلات تزلج منفصلة إلى فرنسا وكانت مجموعة واحدة في رحلة تزلج في النمسا وألمانيا. وأعلن أيضًا أن نحو 1000 شخص كانوا في عزلة ذاتية إجبارية، أي نحو 1.5٪ من السكان المحليين. في 23 مارس، لم تُشخص أي حالات جديدة، وأكدت ولايات غيرنزي مجددًا أن إغلاق مناطق نفوذها لم يكن مناسبًا بعد، محذرة من العواقب الاقتصادية والنفسية المحتملة لهذه التدابير، وكررت طلب الأشخاص لمراقبة تدابير التباعد الاجتماعي وممارسة إجراءات النظافة الجيدة.
جرى التعرف على أول حالة أُكد انتقالها داخل مناطق نفوذ الولاية في 24 مارس، إذ ارتفع الإجمالي المحلي من 3 ليصبح 23 حالة مؤكدة. في الساعة 7 مساءً، أعلنت ولايات غيرنزي في بث مباشر أن فترة الإغلاق ستبدأ من 00:01 يوم 25 مارس مدة أسبوعين يجري خلالها فرض قيود على حرية حركة الناس، قابلة للتنفيذ بموجب القانون. استمر تشخيص المزيد من الحالات إذ بلغ العدد الإجمالي للحالات 60 حالة في 30 مارس، حيث بدأ الاختبار في مناطق نفوذ غيرنزي ما سمح بإعادة النتائج خلال أقل من 24 ساعة، ما دفع إلى اعتماد برنامج اختبار أوسع. جرى تأكيد أول حالة وفاة ذات صلة بكوفيد-19 في مناطق النفوذ بعد يوم واحد لمريض يبلغ 80 عامًا وتوفي في فترة ما بعد الظهيرة في اليوم السابق. وجرى تشخيص 18 حالة أخرى -أكثرها في يوم واحد حتى الآن- ليصل مجموع الحالات إلى 78، وفي الساعة 16:00، خاطب نائب المحافظ الأدميرال إيان كوردير الجزيرة، مشيدًا بـ«انضباط ورزانة» سكان الجزيرة.
في بداية أبريل، شُخصت عدد من الحالات في دارين للرعاية. وجرى تأكيد الوفاة الثانية في 3 أبريل، تجاوزت الحالات حاجز المئة، وبلغ مجموعها 114. أُبلغ عن عدد من عمليات التعافي لأول مرة في ذلك اليوم. بعد زيادة أسية (مطردة) في الحالات، بالإضافة إلى وفاة شخصين آخرين في الثمانينيات من العمر، جرى تمديد فترة الإغلاق في 7 أبريل مدة أسبوعين آخرين. في 9 أبريل، أُعلن أنه جرى تعرض دارين للرعاية للوباء، كان 29 من المقيمين و31 من العاملين إيجابيين. في اليوم التالي -في 10 أبريل- بلغ العدد الإجمالي للحالات المؤكدة 200 حالة. بحلول 15 أبريل، بلغ عدد الحالات المؤكدة 228 حالة، وأصيب 28 فقط خلال الأيام الخمسة السابقة، ما دفع مدير الصحة العامة الدكتور برينك إلى القول إن الجزيرة «بدأت في رؤية منحنى مسطح» وأن موقفها كان «بأفضل ما يمكن توقعه» وأن نجاح إجراءات الإغلاق في الحد من انتقال العدوى «تجاوز» التوقعات. في 17 أبريل، أعربت الدول عن ارتياحها لتسطيح «المنحنى» وأعلنت بدء الاستئناف التدريجي لنشاط الأعمال، الأمر الذي سيشهد في نهاية المطاف رفع قيود الإغلاق عند اقتضائها. لم تُشخص حالات جديدة في 19 و20 أبريل، في الأيام الأولى دون حالات جديدة منذ 19 مارس.
لم تُشخص حالات جديدة مدة سبعة أيام متتالية منذ بداية شهر مايو، إذ بلغ عدد الحالات الراكدة 252 حالة وانخفض عدد الحالات النشطة إلى 15 حالة حتى 7 مايو. وبقي عدد الوفيات عند 13 طوال هذه الفترة أيضًا. بحلول 11 مايو، كان قد مضى 11 يوم على الجزيرة دون أي حالات جديدة مع انخفاض عدد الحالات النشطة إلى 12 فقط. في 15 مايو، بعد خمسة عشر يومًا متتالية دون وفيات أو حالات جديدة، أعلن التقييم القطري المشترك أن المرحلة الثالثة من إستراتيجية الخروج من الإغلاق ستبدأ من منتصف ليل اليوم التالي، قبل أسبوع من الموعد المتوقع.

## الاستجابة

### الاستراتيجية
وفقًا للمبادئ التوجيهية لمنظمة الصحة العالمية حول إدارة جائحة ما، وضعت بيليفية غيرنزي إستراتيجية استجابة خاصة بها والتي تواصل التكيف بما يتماشى مع الأعداد المتغيرة للحالات وتطور الأوضاع في ولايات قضائية أخرى. تمثل المبدأ الأساسي لإستراتيجية ولايات غيرنزي للتعامل مع الجائحة، كما أوضحه الدكتور نيكولا برينك مدير الصحة العامة، بـ «الفحص، والتقصي، والحجر الصحي»، مع التركيز على الهدف النهائي «تسطيح المنحنى»، وهو ما يشير إلى خفض ذروة منحنى الوباء عبر اتَخاذ عدد من التدابير. وهذا الإبطاء في معدل العدوى من شأنه أن يقلل من خطر إرهاق الدوائر الصحية، ويسمح بتحسين علاج الحالات الحالية، ويؤخر الحالات الإضافية حتى يصبح اللقاح متاحًا. في 15 مايو، وبعد خمسة عشر يومًا من عدم وجود حالات جديدة، وتسطيح واضح للمنحنى، أوضحت «هيئة الطوارئ المدنية» (سي سي إيه) أن الجزيرة في وضع يسمح لها بمواصلة القضاء على الفيروس (إزالة وجود فيروس من موقع جغرافي معين) في البيليفية.
تقود هيئة الطوارئ المدنية (سي سي إيه) عملية التصدي للفيروس، وهي هيئة تتألف من عدة رؤساء لجان ويرأسها رئيس لجنة السياسات والموارد – كبير السياسيين في الجزيرة – غافين سانت بير. الهيئة مسؤولة عن تنسيق الإجراءات في الظروف «التي تفرض خطرًا شديدًا على الصحة والرعاية الاجتماعية لسكان الجزيرة». تتلقى هيئة الطوارئ المدنية المشورة من لجنة السياسات والموارد (اللجنة العليا لولايات غيرنزي) ولجنة الصحة والرعاية الاجتماعية (إتش إس سي) ودوائر الصحة العامة (التي تشرف عليها لجنة الصحة والرعاية الاجتماعية). أُنشِئ أيضًا الفريق التنفيذي السياسي لفيروس كورونا ليضم التمثيل السياسي من جميع لجان الولايات الرئيسية لاتخاذ قرارات بشأن مسائل لا تخص اللجنة المدنية للطوارئ.
أفاد غاري بيرجس، مراسل آي تي في نيوز، بأن استجابة ولايات غيرنزي «دعمها الكثيرون بوصفها نموذجًا عن التواصل الجيد أثناء جائحة فيروس كورونا». شدَّد بيرجس بصورة خاصة على الوضوح وحس الشفافية في الرد، مستشهدًا بالمؤتمرات الصحفية الأسبوعية التي تُعقد مرتين أو ثلاث مرات أسبوعيًا بمشاركة شخصيات رفيعة المستوى من هيئة الطوارئ المدنية والتي يطرح فيها الصحفيون ما يرغبون به من أسئلة بالنيابة عن جميع سكان الجزيرة، وتنشر ولايات غيرنزي بيانات عن أماكن تفشي المرض، وعدد المرضى الذين يُعالجون في المستشفى، وعدد حالات الشفاء، وكذلك إيضاحات معمقة عن عملية التقصي الشاملة لمخالطي المرضى.

### الخط الزمني

#### التدابير المبكرة
في 6 فبراير، نشرت ولايات غيرنزي معلومات تنصح سكان الجزر العائدين من البر الرئيسي للصين بالعزل الذاتي لمدة 14 يومًا عند وصولهم إلى البيليفية «للحد من خطر إدخال العدوى إلى مجتمع الجزيرة»، مع التنويه إلى توجيهات الصحة العامة في إنجلترا بشأن العزل الذاتي لعدم الذهاب للعمل، أو المدارس أو الأماكن العامة، وتجنب الزوار في المنزل، وتجنب استخدام وسائل النقل العام أو سيارات الأجرة. بعد يوم، وسّعت الولايات قائمة «المناطق المتأثرة» التي يتطلب الأمر من العائدين منها للعزل الذاتي لتشمل البر الرئيسي للصين وهونغ كونغ واليابان وماكاو وماليزيا وجمهورية كوريا الجنوبية وسنغافورة وتايوان وتايلاند. في 10 فبراير، أكدت ولايات غيرنزي أن سبعة من السكان المحليين قد تم فحصهم لتحري وجود فيروس كورونا الجديد، وطلبت من سكان الجزر «تجنب التكهنات أو القلق». في 25 فبراير، حدّثت دول غيرنزي معلومات العزل الذاتي للسكان العائدين، وحددت مناطق للمجموعة أ والمجموعة ب. إذ توجب على السكان العائدين من مناطق المجموعة أ (البر الرئيسي للصين وإيران وكوريا الجنوبية وبعض أجزاء إيطاليا) أن يعزلوا أنفسهم لمدة 14 يومًا عند وصولهم، في حين أن العائدين من مناطق المجموعة ب لم يُطلب منهم عزل أنفسهم إلا في حال ظهور أعراض لديهم.
نصّت التوصيات المبكرة التي قدمتها ولايات غيرنزي إلى الجمهور والتي شكلت أسس مرحلة «الاحتواء» على تغيير السلوك الذي يشجع على غسل الأيدي لمدة لا تقل عن عشرين ثانية، وتجنب لمس الوجه واتّباع قواعد النظافة الخاصة بالجهاز التنفسي، وكذلك إسداء المشورة الاجتماعية بشأن الابتعاد عن الآخرين بمسافة لا تقل عن مترين (6.6 أقدام)، خاصة عمّن تظهر لديهم أعراض. نشرت ولايات غيرنزي أيضًا الإرشادات بشأن دعم الآخرين في المجتمع، وتشجيع الجمهور على الاتصال بالمسنين أو أفراد الأسرة والأصدقاء والجيران المستضعفين، وعرض أداء التسوق لمن هم في العزل الذاتي، وتجنب السفر غير الضروري خارج الجزيرة. نشرت أيضًا لجنة تحسين الصحة المشورة والموارد مع التوجيه إلى أداء التمرينات الرياضية للحفاظ على صحة ونشاط الأُسر أثناء العزل الذاتي، مع التوصية بجلستين لمدة تتراوح بين 20 و30 دقيقة يوميًا للحفاظ على الصحة الجسدية والنفسية. أوضحوا أيضًا أنه رغم إمكانية الأفراد من الذهاب خارجًا لممارسة التمارين الرياضية بمفردهم أثناء التباعد الاجتماعي، عليهم البقاء في منازلهم حيثما أمكن.
تم تأكيد الحالة الأولى في البيليفية في 9 مارس، وبعد ذلك سنّت هيئة الطوارئ المدنية لوائح سلطات الطوارئ (بيليفية غيرنزي) لعام 2020، التي بدأ سريانها في 18 مارس: وهي أول لائحة من لوائح سلطات الطوارئ المفروضة في ولايات غيرنزي بشأن التصدي للوباء. يتيح الصك القانوني للمسؤول الطبي المعني بالصحة تنفيذ تدابير الطوارئ التي يمكن فرضها بموجب القانون، فالأولى تقضي بالعزل الذاتي لمدة 14 يومًا لكل من يصل إلى البيليفية من أي مكان بدءًا من منتصف الليل في 19 مارس. تمنح اللوائح ضباط إنفاذ القانون سلطة احتجاز الأفراد الذين يُشتبه بإصابتهم بفيروس كورونا والذين يمثلون خطر نشره للآخرين حتى يقدم الموظف الطبي المعني بالصحة توصيات إضافية. في 18 مارس، استخدمت ولايات غيرنزي لأول مرة قواعد البيانات لشركات شور، وجاي تي، وإرتيل-فودافون لإرسال رسالة نصية جماعية مع معلومات عن العزل الذاتي للأرقام المستخدمة في البيليفية. هذه التكنولوجيا مخصصة لحالات الطوارئ الحرجة أو تهديدات الصحة العامة.
في 20 مارس، فرضت ولايات غيرنزي قيودًا على جميع البارات والنوادي والمباني المُرخصة بتقيدم الكحول، ونصّت على أن جميع الملاهي الليلية والبارات التي لا تقدم الطعام الساخن يجب أن تُغلق، والكحول لا يمكن أن يُقدم إلا للزبائن الجالسين في الحانات والمطاعم كمكمل للطعام المُحضر أو المقدم بأطباق. حثَّ النائب غافين سانت بيير أيضًا العملاء وأصحاب التراخيص على احترام روح وجوهر القانون، وليس النص فقط، وعدم البحث عن طرق التفاف حول القيود المفروضة، ونصحهم بجملة «فكّر مجددًا. شاهد نتفليكس واطلب توصيل وجبة سريعة». بقيت المطاعم والأماكن التي تقدم الطعام وكذلك صالات الألعاب الرياضية المحلية مفتوحة في البداية للعمل الخاضع للوائح الصارمة لضمان قدرة العملاء على الابتعاد عن بعضهم البعض جسديًا.

#### قيود الإغلاق التام
بعد تأكيد حالة ناجمة عن انتقال الفيروس ضمن الجزيرة في 24 مارس، أعلنت ولايات غيرزني في بث مباشر أنها ستنفذ «الإغلاق التام» لمدة أولية قدرها أسبوعان ابتداءً من الساعة 00:01 في 25 مارس، إذ ستُفرض بموجبه قيود واجبة التنفيذ على حرية تنقل الناس بموجب الصك القانوني، لوائح سلطات الطورائ (فيروس كورونا) (مكافحة الفعاليات والتجمعات والاجتماعات) (بيليفية غيرنزي) عام 2020.
تتطلب هذه الإجراءات من الأشخاص التزام منازلهم باستثناء التسوق لشراء المستلزمات الأساسية والمتطلبات الطبية وساعتين من التمارين الرياضية يوميًا، والسفر من وإلى العمل للوظائف «الأساسية» التي «لا يمكن أداؤها من المنزل». تشمل التدابير الأخرى إغلاق جميع المتاجر غير الأساسية، والأعمال التجارية، والأماكن المجتمعية، وحظر التجمعات العامة لأكثر من شخصين (باستثناء الأشخاص من نفس الأسرة). حُظرت أيضًا حفلات الزفاف، والتعميد، وغيرها من الاحتفالات الدينية، مع استمرار الجنازات ولكن مع السماح فقط للعائلة المقربة بالحضور. أجرى غافين سانت بير مقارنات مع القيود المفروضة أثناء الاحتلال الألماني لجزر القنال الإنجليزي خلال الحرب العالمية الثانية، معلقًا على ذلك أن «هذه التدابير تفرض أقصى حد للحرمان من الحريات الشخصية منذ الحرب العالمية الثانية». في 29 مارس، أصدرت ولايات غيرنزي تنقيحات مفصلة لتدابير الإغلاق التام على الأعمال التجارية والعاملين لحسابهم الخاص بعد نشوء بعض الالتباس بشأن أي من القطاعات ماتزال قادرة على العمل.
في 26 مارس، أعلنت ولايات غيرنزي تدابير «الحماية والوقاية» للأفراد المعرضين للخطر بشدة، ونصحتهم بالبقاء في المنزل لمدة 12 أسبوعًا والحد ما أمكن من جميع الاتصالات الجسدية مع الآخرين. مع بلوغ عدد الحالات 91 في 1 أبريل، أُفيد بأن عملية الاستجابة انتقلت إلى مرحلة «الإبطاء» من الإستراتيجية. أوضحت ولايات غيرنزي أيضًا أن ترك المنزل هربًا من العنف المنزلي أمر مقبول لأنه يعتبر سببًا أساسيًا، ونشرت إرشادات لضحايا العنف المنزلي وأوصت بتحميل تطبيق يسمح للهاتف الذكي للمستخدم بأن يصبح أداة أمان ترسل موقعهم إلى جهات اتصال معينة عند تنشيطها بواسطة هز الهاتف. ناشد سانت بير سكان الجزيرة أن يملؤوا استمارة تطوعية على الإنترنت لجمع معلومات حول موضوع «كيف يشعر المجتمع»، وطلب من سكان الجزر إرسال أسئلة إلى الولايات عن طريق البريد الإلكتروني كي تتم الإجابة عليها في المؤتمر الصحفي التالي.
في 2 أبريل، وافقت هيئة الطوارئ المدنية على عدة لوائح أخرى متعلقة بسلطات الطوارئ، وصفها سانت بير بأنها «مصممة إلى حد كبير للتخطيط المستقبلي لتمكيننا من إدارة المسائل التي ستنشأ كنتيجة للتباعد الاجتماعي». تشتمل هذه اللوائح على الأنظمة مع تعديل بعض المتطلبات المنصوص عليها في قانون الصحة النفسية (بيليفية غيرنزي) لعام 2010 بناء على مشورة من دائرة الرعاية الصحة والاجتماعية عقب القلق إزاء سير عملها خلال الوباء؛ وأنظمة مسائل الرعيّة التي مكنت الرعيّة من مواصلة إدارة أعمالهم في غياب اجتماعات دافعي الضرائب التي أصبحت الآن مستحيلة في ظل القيود المشددة؛ وأنظمة مع تعديل الإجراءات المتعلقة بالوفيات وإحراق الجثث لمنع انتشار كوفيد-19؛ والأنظمة المتعلقة بتسجيل الأخصائيين الصحيين التي سمحت لدائرة الرعاية الصحية والاجتماعية بتوظيف أخصائيين طبيين متقاعدين أو غير ممارسين بشكل مؤقت (الذين يُطلب منهم عادةً أن يكونوا مسجلين في المملكة المتحدة) في حال رأت أن الضرورة تقتضي ذلك.
في 5 أبريل، وافقت لجنة المعونة الخارجية والتنمية (OA&DC) (التي شُكلت كلجنة تابعة لولايات غيرنزي) على تعليق جميع المنح المتوقعة للمشاريع في عام 2021 لتوفير وإعادة أكثر من مليون جنيه استرليني إلى ولايات غيرنزي لدعم الاستجابة للوباء. بعد تأكيد إصابة مجموعتين من الحالات في مبنيين منفصلين لدور الرعاية في غيرنزي بمرض كويفيد-19 مع عشرات الموظفين والمقيمين، ونشرت ولايات غيرنزي، «طلبا عامًا عاجلًا» للعاملين في المنازل أو المتطوعين السابقين في مجال الرعاية للمساعدة في دور الرعاية ومرافق الرعاية المجتمعية، بالإضافة إلى تعيين برنامج منفصل مصمم خصيصًا للتصدي للوباء في قطاع الرعاية المنزلية في البيليفية.

#### الإنهاء المرحلي للإغلاق التام
في 17 أبريل، أعربت هيئة الطوارئ المدنية عن ارتياحها لتسطح المنحنى وكشفت عن خططها لاستئناف تدريجي من مراحل للنشاط التجاري والخروج من حالة الإغلاق التام. تُقسم «إستراتيجية الإنهاء» إلى ست مراحل تتضمن كل منها تخفيف تدريجي للقيود المفروضة على حرية التنقل والحركة التجارية، ليأتي نهايةً رفع أمر البقاء في المنزل وتنفيذ خطة الانتعاش الاقتصادي. ستجري مراقبة سير هذه الإستراتيجية باستمرار عن طريق الفحوصات وتقصي المخالطين والحجر الصحي للمرضى المحتملين إلى جانب معايير محددة من شأنها أن تؤدي إلى إعادة تطبيق إجراءات الإغلاق التام في حال اقتضت الضرورة. أكدت الدكتورة برينك أن الطبيعة التكيفية لاستجابة ولايات غيرنزي تعني «الخروج ببطء من حالة الإغلاق التام»، وأوضحت نجاح إجراءات الإغلاق التام في الحد من نقل العدوى في البيليفية، مصرحةً بأن الحالة «جيدة بقدر ما يُمكن توقعه» وأن ذلك «فاق» سقف توقعاتها. بعد التنفيذ المبكر للمرحلة الثالثة، أكد سانت بير مجددًا أن البيليفية يمكن أن تتقدم خلال كل مرحلة أسرع مما كان متوقعًا في حال «حافظت الجزيرة على نجاحها» في السيطرة على المرض والقضاء عليه.
المرحلة الأولى: في 7 أبريل، أكدت ولايات غيرنزي ضمن بث إعلامي مباشر أنها سوف تستمر بتطبيق إجراءات الإغلاق التام لمدة 14 يومًا آخر على الأقل، ومع ذلك أُجريت تغييرات على القيود المفروضة على الأعمال التجارية، لتدخل حيّز التنفيذ اعتبارًا من منتصف الليل من يوم 8 أبريل، والتي تسمح لتجار التجزئة غير الأساسيين بتنفيذ عمليات التوصيل إلى المنزل، وذلك باتباع إجراءات صارمة للتباعد الاجتماعي والنظافة وبشرط تواجد اثنين من الموظفين في المبنى على الأكثر؛ أُقِرت هذه التغييرات باعتبارها المرحلة الأولى من إستراتيجية الإنهاء المرحلي التي أُعلن عنها بعد عشرة أيام. مع الاعتراف بارتفاع نسبة الوفيات والحالات القادمة من دور الرعاية في جميع أنحاء الجزيرة، قررت الولايات في 9 أبريل منع جميع الزيارات لدور الرعاية «في المستقبل المنظور». ومُنِعت زيارة أجنحة كوفيد-19 أو المرضى المصابين داخل المستشفيات، بالإضافة إلى منع الزيارات الروتينية أيضًا؛ وسيُجرى تقييم زيارات «الموتى» بشكل فردي. نُفِّذ برنامج فحص مُوسَّع ابتداء من 8 أبريل أيضًا، والذي تضمن معايير أوسع للسماح بفحص المزيد من الأشخاص.
المرحلة الثانية: نُفِّذت المرحلة الثانية من سياسة الإنهاء ابتداء من 25 أبريل، وتشمل تغييرًا طفيفًا ونسبيًا على القيود المفروضة سابقًا، ما سمح لمجموعة محدودة من الأعمال التجارية بإعادة فتح أبوابها من بينها البستنة والبناء وغير ذلك من العمليات التجارية التي لا تقتضي التواصل الأسري، إلى جانب مراكز بيع الجملة وخدمات السيارات والصيانة والإصلاحات ومبيعات العقارات والإيجارات والمعاملات التجارية. لا يُسمح بإعادة فتح الأعمال التجارية ذات الصلة إلا في حال تبليغ الصحة البيئية والعمل وفقًا لإجراءات التباعد الاجتماعي ومعايير النظافة، وأضافت الدكتورة برينك بأن «العمل لن يكون كالمعتاد طبعًا» بالنسبة لأولئك الذين سُمح لهم بمزاولة عملهم. تقدم أكثر من 1100 صاحب عمل تجاري محلي بطلب إعادة الفتح ضمن إطار المرحلة الثانية. أُعلن عن المزيد من التخفيفات على قيود الإغلاق التام كجزء من المرحلة الثانية في 1 مايو، ليُصار إلى البدء بتنفيذها في اليوم التالي، إذ سُمح بالتقاء الأسر واجتماعهم ببعضهم، بشرط اتّباع تدابير التباعد الاجتماعي. سُمح أيضًا بالمشاركة في أنشطة خارجية مع شخص آخر من خارج الأسرة، بالتأكيد – مرة أخرى – على اتباع تدابير التباعد الاجتماعي، ويشمل ذلك النقل بالمراكب وصيد الأسماك والتدريب الشخصي. وبعد سبعة أيام متتالية دون تشخيص أي حالات جديدة، أجازت الولايات في 7 مايو تخفيفًا كان من المقرر أن يكون ضمن إطار المرحلة الثالثة وذلك بتمديد فترة التدريب اليومي من ساعتين إلى أربع ساعات.
المرحلة الثالثة: كان من المتوقع أن تبدأ المرحلة الثالثة بمجرد مرور أربعة أسابيع دون حالات جديدة مهددة، مع وجود عدد قليل فقط من الإصابات الجديدة واستقرار نسبة الحالات داخل المستشفيات أو حتى انخفاضها. ولكن بعد مرور خمسة عشر يوم متتال دون حدوث وفيات أو حالات جديدة، قررت الولايات في 15 مايو تنفيذ المرحلة الثالثة ابتداء من منتصف ليل اليوم التالي، أي قبل أسبوع من الموعد المتوقع. سمح تخفيف القيود في المرحلة الثالثة بإعادة فتح خدمات طلب الطعام والسماح بالصلاة الخاصة في دور العبادة، وعودة العمل داخل المنازل، وإعادة فتح بعض المكاتب التي يتعذر فيها العمل من المنزل. ومع ذلك، ما زال على الجميع الالتزام بتدابير التباعد الاجتماعي. بالإضافة إلى ذلك، يُسمح لتجمعين أُسريين (التجمع هو أسرتين مجتمعتين حسبما سُمح في المرحلة الثانية) بالاندماج ليصبح التجمع مكون من أربع أسر؛ لكن لا يُسمح للأُسر الانتقال أو التبديل فيما بينهم بعد انضمامهم لتجمع أسري معين.
من المتوقع أن تشهد المرحلة الرابعة إعادة فتح أعمال البيع بالتجزئة والاستضافة وصالونات تصفيف الشعر والتجميل، بشرط التقيد بتدابير السلامة الصارمة. ومن المتوقع أيضًا أن تشهد المرحلة الخامسة استئناف النشاط الطبيعي في جميع قطاعات البيليفية، بما في ذلك الحانات والملاهي الليلية، بينما ستشهد المرحلة السادسة رفع القيود المفروضة على السفر من وإلى البيليفية.

### الرعاية الصحية والعلاج
أعلنت لجنة الصحة والرعاية الاجتماعية في 19 مارس عن خططها للمستشفى الوحيد في الجزيرة - مستشفى الأميرة إليزابيث - للتصدي لتطور انتشار كوفيد-19 في الجزيرة. وشملت التدابير المتخذة تعليق عمليات الجراحة الاختيارية اعتبارا من 23 مارس، وتدريب الموظفين على «زيادة المرونة في توفير الرعاية للحالات الحرجة»، والحد من عدد مرافقي المرضى داخل المستشفى بالاقتصار على زائر واحد في المرة الواحدة. في 23 مارس، اتّخذت ولايات غيرنزي قرار إغلاق المستشفى أمام الزوار مع استثناء الأشخاص الذين أنهوا فترة الرعاية الحياتية وشاغلي أجنحة الأمومة والأطفال. بهدف مكافحة الوباء، أقام الممرضون والممرضات التابعين لوكالة التمريض بعد عودتهم إلى المملكة المتحدة في غيرنزي كي يعملوا في المستشفى.
في 27 مارس، انتهت عملية تحويل وحدة الرعاية النهارية بالمستشفى – والتي استمرت أسبوعين – إلى وحدة عناية مشددة استعدادًا لاستقبال مرضى كوفيد-19 المحتملين. أُفيد أيضًا بأن غيرنزي «امتلكت أسرّة عناية مشددة أكثر مما امتلكته المملكة المتحدة حسب معدل السكان» وأنها «في وضع جيد بالفعل بالنسبة لأجهزة التنفس الاصطناعي». في 27 مارس، تبنى المستشفى نظامًا تسلسليًا جديدًا، إذ توجب على المرضى الذين يدخلون قسم الطوارئ أن يلتقوا أولاً بممرضة تقوم باستجوابهم حول تاريخ سفرهم، والعزل الذاتي وحول احتمالية اتصالهم مع مرضى كوفيد-19. بمجرد التقييم، يتم إرسال المريض إمّا إلى المنطقة الحمراء 1 إذا كان يعاني من أعراض كوفيد-19 أو كان على اتصال مع مريض إيجابي الفيروس، أو المنطقة الصفراء 2 إذا كان خالي من الأعراض. جميع الممرضات والموظفين في الوحدة المخصصة ملزمون بارتداء معدات الحماية.
في 30 مارس، أعطى الدكتور بيتر رايبي، المدير الطبي للصحة والرعاية الاجتماعية، تأكيدات بأن مستشفى الأميرة إليزابيث «مستعد جيدا» لزيادة عدد مرضى كوفيد-19 وصرّح أن غيرنزي لديها أجهزة تنفس اصطناعي أكثر من المملكة المتحدة حسب معدل السكان». في 31 مارس، أعلن أن المرضى الذين يذهبون إلى المستشفى والذين يعانون من أعراض مرتبطة بكوفيد-19، لن يُضطروا لدفع ثمن الفحص أو دفع ثمن العلاج. في 2 أبريل، أُعلن أن الوحدة الصدرية والقلبية في المستشفى ستعمل، بدءًا من اليوم التالي، كعيادات جراحية للأطباء لكل من طُلب منه حجز موعد بعد التواصل مع العيادة المحلية وتقديم أعراض الإصابة في الجهاز التنفسي العلوي. في 5 أبريل، أُعلن أن دائرة الرعاية الصحية والاجتماعية ستنفق ما بين 15 و20 مليون جنيه استرليني لتحديث نظام السجلات الصحية «المسنين والمعرضين للخطر بشكل متزايد» الذي يُتوقع تركيبه على مدى 18 شهرًا، وذلك للمساعدة في الاستجابة لكوفيد-19.
اعتبارًا من 16 مايو، يوجد مريضان يتلقيان العلاج لمرض كوفيد-19 في مستشفى الأميرة إليزابيث؛ وأيًا منهما ليس في العناية المشددة.

### السياسة الاقتصادية
في 19 مارس، أعلنت ولايات غيرنزي أنها قدمت «صندوق حالات المشقة» بقيمة 5 ملايين جنيه استرليني لأي فرد من سكان من الجزيرة (باستثناء أولئك المؤهلين بالفعل لتلقي استحقاقات الضمان الاجتماعي الوطني) يعاني من ضائقة مالية نتيجة الوباء. أنشأت الولايات أيضًا خطة تأمين صحي تمولها الحكومة لتغطية الفواتير الطبية لجميع سكان البيليفية الذين أُصيبوا بالمرض أثناء زيارتهم المملكة المتحدة، وأعلنت الولايات أيضًا في 23 مارس أنها ستقوم بتعديل قانون السكان لحماية الأشخاص غير المقيمين الذين قد يجدون أنفسهم عاطلين عن العمل نتيجة للوباء ومُرغمين على مغادرة الجزيرة.
في 24 مارس، أعلنت لجنة السياسات والموارد عن مخططين جديدين لدعم الأعمال التجارية والعاملين لحسابهم الخاص، إذ يقدر مجموع تكلفة كلا المخططين 41 مليون جنيه استرليني. برنامج تقاسم الرواتب –يدوم لفترة أولية مدتها 13 أسبوع – الذي يغطي 80% من أجور الموظفين، استنادًا إلى الحد الأدنى للأجور في غيرنزي البالغ 8,50 جنيه إسترليني في الساعة (أي ما يعادل 238 جنيه إسترليني لمدة 35 ساعة أسبوعيًا)، مع توقع تغطية نسبة 20% المتبقية من قِبل الشركات بنفسها؛ لا يوجد أي قيود على حجم الشركات المؤهلة لهذا المخطط. ومخطط المنح الذي يتيح للشركات الصغيرة (التي لا يزيد عدد أفرادها عن 10 أشخاص) والعاملين لحسابهم الخاص من الاستفادة من منحة قدرها 3000 جنيه إسترليني كي تُستخدم «بالطريقة التي يرونها مناسبة». وتوقعت اللجنة أن نحو 1700 شركة تجارية سوف تتأهل لهذا المخطط الذي يضم نحو 10500 موظف. في 15 أبريل، أُعلن أن خطة دعم الرواتب سوف تتوسع لتشمل جميع الأعمال التجارية والأشخاص الذين يعملون لحسابهم الخاص، بعد ملاحظة فجوة في الدعم المقدم لهؤلاء الأشخاص في المخطط الأولي. وافادت التقارير بأنه حتى في اليوم نفسه، اقتُسم مبلغ 2.2 مليون جنيه استرليني بين 700 شركة تجارية مع عدد أكبر من الطلبات قيد المعالجة.
في 19 مارس، نشرت ولايات غيرنزي مشورات إلى الشركات متضمنةً عددًا من «التسهيلات» المالية كتأجيل مدفوعات التأمين الاجتماعي والضرائب التجارية على الممتلكات العقارية، وإعفاءات الإيجار للممتلكات المملوكة للحكومة. وفي 20 مارس، جرت الموافقة على التدابير المالية الطارئة النهائية متضمنةً 30 مليون جنيه استرليني لدعم الأعمال التجارية، ومخطط ضمانات قروض بقيمة 40 مليون جنيه إسترليني للشركات التجارية المحلية، ومبلغ 25 مليون جنيه إسترليني مؤقت للسحب على المكشوف لشركة طيران أورني المحلية. في 24 مارس، ووافقت لجنة غيرنزي للخدمات المالية على تمديد الوقت اللازم للشركات لتقديم عائداتها المالية في ضوء المعاناة من المسائل التنفيذية نتيجة للوباء.
في 27 مارس، أكد رئيس لجنة السياسات والموارد، غافين سانت بير، أن البنوك المحلية مُنحت المرونة من قبل هيئتها التنظيمية – بنك إنجلترا – لمنح المزيد من القروض للأفراد والشركات وتشجيع أي شخص محتاج إلى الاتصال بهم وتقديم طلب قرض. في 30 مارس، أطلقت ولايات غيرنزي مخطط ضمانات القروض بقيمة 40 مليون جنيه إسترليني بالشراكة مع حكومات الأقاليم الأخرى التابعة للتاج وهي جيرزي وجزيرة مان، وبإدارة شركة باركليز، وإتش إس بي إس، ولويدز بنك، والبنك الملكي الإسكتلندي وبنك وستمنستر الوطني الدولي (آر بي إس، نات ويست إنترناشيونال)، بهدف تقديم مزيد من الدعم للأعمال التجارية. يتيح هذا المخطط للشركات الحصول على قروض جديدة أو سحب على المكشوف لمبالغ تصل حتى 500000 جنيه إسترليني، مع تكفل ولايات غيرنزي بنفقات 80% من المبلغ الإجمالي المقدم.

## الاختبار والمراقبة
أوضح الدكتور نيكولا برينك، مدير الصحة العامة، أن عملية التعامل مع الحالات المشتبه بها تكون على النحو التالي: الكشف عن حالة محتملة؛ الحجر الصحي الفوري ومتابعة مخالطي المرضى، لتحديد الأشخاص المعرضين لخطر الانتقال من هذه الحالة المحتملة واختبارهم ومراقبتهم وعزلهم لوقف انتشار المرض. وُصفت عملية الاختبار بأنها «سريعة وبسيطة»، ويمكن لغير القادرين على القيادة أو الوصول إلى مكان الفحص إجراء الترتيبات لاختبارهم في المنزل. يخضع أولئك الذين اتصلت بهم الولايات مباشرة وأُمِروا بالعزل الذاتي (مثل الأفراد الذين لديهم حالات مؤكدة، ومخالطي الحالات المؤكدة والأفراد الذين حجزوا موعدًا للاختبار أو في انتظار النتائج) لفحوصات الرعاية المنتظمة، التي أجرتها في الأصل خدمات الصحة العامة قبل أن يحل محلها متطوعو القطاع الثالث. يعاد اختبار الحالات الإيجابية بعد 14 يومًا أو 48 ساعة بعد زوال أي عرض (أيًا كان الأخير). اعترف الدكتور برينك بأن هناك تعريفات مختلفة لـ «الشفاء» من فيروس كورونا، وأوضح أن ولايات غيرنزي كانت تستخدم «التعريف الفيروسي مع اختبار تكرار في اليوم الرابع عشر لإظهار زوال الفيروس».
غالبًا ما سلطت ولايات غيرنزي الضوء على العدد المرتفع نسبيًا من الاختبارات التي تجريها، وهي جزء من إستراتيجية ولايات غيرنزي، وكشفت في 15 أبريل أن الجزيرة كانت تختبر 26 شخصًا لكل 1000 نسمة، أي أكثر من خمس أضعاف العدد في فرنسا وما يقارب عشرة أضعاف العدد في المملكة المتحدة، ما يمثل عددًا أكبر نسبيًا من الحالات التي كُشفت في المنطقة مقارنة بالأقاليم الأخرى.
دون مرافق الاختبار المتاحة محليًا، أُرسِلت العينات في البداية لاختبارها في المملكة المتحدة إلى أن عملت المنطقة على تطوير المرافق الخاصة بها. نظرًا لزيادة الطلب على مختبرات المملكة المتحدة لإجراء الاختبارات، ازداد الوقت المستغرق في تلقي النتائج زيادة ملحوظة في عدة أوقات لتتجاوز الوقت القياسي البالغ 48 ساعة. في رسالة أُرسلت إلى رئيس وزراء المملكة المتحدة، بوريس جونسون، في 20 مارس، طلب سانت بيير ضمانًا بتوفير المملكة المتحدة لاختبارات في الأقاليم التابعة للتاج إلى أن تقيم غيرنزي منشأة اختبار خاصة بها؛ كان رد جونسون ملزمًا، مؤكدًا أن مختبر كوليندال للصحة العامة سيوفر مرافق الاختبار حتى تتمكن غيرنزي من إجراء الاختبارات بنفسها. في 30 مارس، أُعلِن عن استخدام مرفق الاختبار المحلي، ما يعني أن النتائج الاختبارات المحلية ستتوفر أسرع بكثير من الاختبارات التي أُرسلت خارج الجزيرة. نتيجة لذلك، أعلنت الصحة العامة أنها اعتبارًا من 31 مارس ستبدأ بإجراء برنامج اختبار مجتمعي أوسع، وتختبر الأفراد الذين يعانون من مشاكل تنفسية في العيادات الجراحية الخاصة بالأطباء المحليين. في 5 مايو، أعلنت الولايات أنها ستخصص الأموال التي يجمعها الجمهور عبر طلب الدعم المحلي لشراء معدات حيوية من أجل زيادة قدرة الاختبار في غيرنزي إلى نحو 400 اختبار يوميًا. في 15 مايو، كشف الدكتور برينك أن الولايات المتحدة طلبت 10,000 مجموعة اختبار للأجسام المضادة من تلك التي وافقت عليها هيئة الصحة العامة في إنجلترا مؤخرًا، بهدف زيادة الاختبارات لتشمل أي شخص تظهر عليه أعراض مشابهة بالإضافة إلى المخالطين المعروفين للحالات الإيجابية لمعرفة المزيد عن الحالات غير العرضية.
يُعطى عمال المستشفى الأولوية في الاختبار إذا أظهروا أيًا من الأعراض ذات الصلة ويُسحب العمال من عملهم إذا شعروا بتوعك طفيف ويجرى لهم الاختبار على عجل. أعلن الطبيب برينك أيضًا أنه بمجرد أن يصبح اختبار الأجسام المضادة، الذي يمكن أن يحدد الأفراد المنيعين ضد المرض، متاحًا، ستُعطى الأولوية للعاملين في المستشفيات مرة أخرى.

## التأثير

### الأثر الاقتصادي
أنظر أيضًا: الأثر الاجتماعي والاقتصادي لوباء فيروس كورونا 2019-2020 الأثر الاقتصادي
كان للوباء والتدابير المتخذة لمنع انتشاره تأثير شديد على الاقتصاد المحلي والعالمي. وصف الانكماش الاقتصادي الذي عانته الولايات أغلب الأحيان بأنه تحدٍ اقتصادي «غير مسبوق»، إذ كان أسوأ مما حدث خلال الأزمة المالية لعام 2008، وأدى إلى ركود اقتصادي حاد. وجدت آيلاند غلوبال ريسيرج أن 49% من العاملين في الخدمات المهنية عانوا من انخفاض في الطلب، أو اضطرهم الأمر إلى الإغلاق بالكامل في الأقاليم الثلاث التابعة للتاج، في حين أبلغ 12% عن زيادة الطلب. بالإضافة إلى ذلك، عانى 29% من المشاركين النشطين اقتصاديًا في غيرنزي من خسارة العمل أو العمل ساعات أقل في الأسبوع بدءًا من 6 أبريل.
قدرت ولايات غيرنزي تكلفة الوباء على الحكومة في عام 2020 وحده بأنها تتراوح بين 170 مليون جنيه إسترليني و190 مليون جنيه إسترليني متضمنة الإيراد الحكومي الضائع، وتمويل برامج دعم المساعدة المالية المختلفة والنفقات المتزايدة لإدارة الأزمة، ومن المرجح أن يكون لها تأثير في عام 2021 وما بعده. من المحتمل أن يغطي صندوق الثروة السيادية في الجزيرة ما يصل إلى 100 مليون جنيه إسترليني (وهو احتياطي استثماري أساسي يُشار إليه غالبًا باسم «صندوق الأيام الممطرة» في الولاية)، على الرغم من أن سانت بيير كشف أن استثمارات الولايات قد عانت من تراجع بنسبة 11% في الربع الأول من عام 2020، وبالتالي لن تُصفى الاستثمارات حتى ترتفع قيمتها مرة أخرى. لتوفير السيولة والتدفقات النقدية، تسعى لجنة السياسات والموارد بدلًا من ذلك إلى الحصول على قرض يصل إلى 500 مليون جنيه إسترليني لتغطية الدخل المفقود ودعم الأعمال في حين تؤجل المدفوعات إلى الولايات.

#### الأسواق المالية
انظر أيضًا: التأثير المالي لجائحة كوفيد-19، وركود فيروس كورونا
أدى الوباء والإجراءات المتخذة لاحتواء انتشاره إلى انكماش اقتصادي يُحتمل أنه أسوأ مما حدث خلال الأزمة المالية لعام 2008، ما أدى إلى ركود اقتصادي شديد أثر على كل من الاقتصاد المحلي والعالمي. في حين أن المدى الكامل لتأثير الوباء على اقتصاد غيرنزي غير معروف حتى الآن، فإن المحاكاة والنماذج التي أجرتها ولايات غيرنزي اقترحت خسائر تقدر بنحو 330 مليون جنيه إسترليني خلال عام 2020، أي ما يقارب 9% إلى 10% من اقتصاد الجزيرة، وافترض سانت بيير أنه دون خطة تعاف اقتصادي قد تستغرق عودة الاقتصاد إلى مستوياته ما قبل الوباء نحو سبع سنوات.
ميز غافين سانت بيير الأزمة الاقتصادية التي أثارها الوباء عن أزمة 2007-2008، قائلًا إن نهج التقشف الذي اعتُمد في التعافي من الركود قبل عقد من الزمن سيكون غير مناسب للاستجابة لـ «تجربة اقتصادية مختلفة تمامًا» واقترح عوضًا عن ذلك أن استثمارًا ماليًا معينًا ودعم الولايات سيكونان أكثر فعالية في تحقيق «انتعاش اقتصادي وتجربة على شكل حرف V». قال النائب ليندون تروت إنه من «الضروري» أن تقترض ولايات غيرنزي من أجل تمويل استراتيجيتها للتعافي الاقتصادي، بافتراض أن بديل التقشف وخفض الإنفاق وزيادة الضرائب «سيطيل فترة الركود فضلًا عن عرقلة التنافسية والتأثير على الأشخاص العاملين وعائلاتهم».

#### سلوك المستهلك
***صورة: «طاولة داخل مدخل بوتس، في الشارع الرئيسي، عليها مطهر أيدي وقفازات يمكن التخلص منها، يُطلب من العملاء استخدامها» ***
لجأ العامة إلى هلع الشراء في المتاجر الكبرى ومتاجر المواد الغذائية في أنحاء الإقليم، ما أدى إلى طوابير طويلة ونقص في مناديل الحمام والمعكرونة والمنتجات الطازجة. حددت المتاجر شراء المنتجات الأساسية بثلاثة عناصر، ووضعت حراس الأمن في الممرات واستخدمت الشريط اللاصق لفرض التباعد الاجتماعي عند الصندوق. ردًا على استجابة الذعر لدى الشعب، أكدت ولايات غيرنزي في 22 مارس أن الجزيرة «لا تعاني من مشاكل حالية في توريد السلع الأساسية» وناشدت الناس أن يراعوا حاجة الآخرين وأن يتوقفوا عن هلع الشراء، وأخبرت أولئك الذين يواصلون الشراء «أن يأخذوا القليل ولا يكونوا أنانيين».
بالمثل، أصدرت الولايات بيانًا تطلب فيه من الأشخاص التوقف عن تخزين الأدوية بعد زيادة عدد الأشخاص الذين يشترون المسكنات والأدوية الأخرى بكميات كبيرة، وورود تقارير عن الضغط على الصيادلة لتوزيع الوصفات الطبية مقدمًا. وحذرت الدول من أن التخزين يفرض ضغوطًا لا داعي لها على سلسلة التوريد وأنه لولا ذلك لا مخاوف بشأن النقص أو الإمداد في الجزيرة. وجدت دراسة أجرتها شركة آيلاند غلوبال ريسيرج حول تأثير الوباء في الأقاليم التابعة للتاج أنه خلال الأسبوع الذي بدأ في 23 مارس، تمكن 79% من الأشخاص في غيرنزي من الحصول على جميع أو معظم سلع البقالة الأساسية التي رغبوا فيها عند التسوق.
في 2 أبريل، كشفت شركة كهرباء غيرنزي أنها شهدت انخفاضًا بنسبة 10% في استخدام الطاقة منذ فرض ملازمة المنزل في 25 مارس، واصفة الانخفاض بأنه «لافت للنظر» وذكرت أن إغلاق الشركات بالإضافة إلى ارتقاع درجات الحرارة قد تكون أسباب محتملة. مع قضاء العمال والأسر وقتًا أطول في المنزل أثناء الإغلاق (وفترات التخفيف المرحلي)، زادت كمية إعادة التدوير بنسبة 30%، وزادت القمامة المنزلية العامة بنسبة 20%، في حين تناقصت النفايات العامة التي جُمعت من الشركات إلى النصف. افترضت ولايات غيرنزي أن تضاعف إعادة تدوير الزجاج المنزلي المجموع يشير إلى أن سكان الجزيرة يشربون أكثر في المنزل. في 21 مايو، كشفت جمعية الغذاء التعاونية لجزر القناة أنها شهدت انخفاضًا في عدد الأشخاص الذين يستخدمون متاجرها الكبيرة أثناء الإغلاق، بعد فترة وجيزة من ضغط العمل بسبب هلع الشراء في وقت سابق خلال الوباء.

#### التوظيف
أثر الوباء والتدابير المنفذة لمنع انتشاره بصورة كبيرة على العمل والتوظيف في المنطقة، ما أدى إلى التصفية والبطالة وتسريح الموظفين المؤقت. في رسالة مفتوحة إلى سكان الجزيرة، ذكر النائب ليندون تروت توقعات تشير إلى إمكانية تحول ما يصل إلى 2000 عامل محلي إلى عاطلين عن العمل.
أعلنت شركة سبيسسيفرز المحلية، وهي أكبر موظِّف خاص في المنطقة، في 2 أبريل أنها تتوقع تخفيضات بنسبة 5% لموظفي الشركة بسبب التأثير الكبير للوباء على مبيعات الشركة وإيراداتها، ما أدى إلى نحو 20 حالة فصل في غيرنزي. في 6 أبريل، أعلنت خطوط قناة الجزيرة عن توقفها عن العمل بأثر فوري، ما جعل ثمانين شخصًا عاطلين عن العمل (12 منهم في غيرنزي). ذكرت الشركة وجود «ظروف تجارية صعبة للغاية» ناتجة عن الوباء كسبب للانهيار. في 15 أبريل، أعلنت شركة أوريني المحلية للطيران أنها أعطت 170 موظفًا 70% فقط من أجرهم الأساسي العادي، وطُلب من الموظفين الباقين قبول 80% من أجرهم السابق. كان من المتوقع أن توفر الإجراءات 450,000 جنيه إسترليني شهريًا. في 20 مايو، قال الرئيس التنفيذي لشركة كوندور فيريس إن هناك خطرًا لحدوث «حالات فصل وظيفية هامة» بسبب الوباء.
في 1 أبريل، تأكد استفسار 1100 شخص عن صندوق المشقة في ولايات غيرنزي، مع ورود أكثر من 2000 رسالة بريد إلكتروني تطلب مزيدًا من المعلومات؛ إذ يُفترض أن أموال الصندوق مخصصة لدعم أولئك الذين سُرحوا، أو يملكون دخلًا أسريًا منخفضًا للغاية، أو غير القادرين على العمل من المنزل ويخضعون لعزلة ذاتية إلزامية، أو غير القادرين على العمل لأنهم يرعون طفلًا معالًا لا يمكن لأحد آخر أن يرعاه.
بسبب الزيادة الكبيرة في الطلب على المعدات الطبية، تمتعت بعض الشركات المحلية بتدفق الأعمال التجارية مثل إنترسرجيكال غيرنزي، وهي شركة محلية تنتج المعدات الطبية الأساسية لعلاج المرضى المصابين بكوفيد-19، إذ زاد إنتاجها بنسبة 36% من نحو 350 ألف منتج في الأسبوع إلى أكثر من 500 ألف منتج، ووظفت 12 فريقًا إضافيًا، بعض منهم فُصل سابقًا نتيجة للوباء.

#### أعمال البناء
في 12 أبريل، بُلغ أن البناء قد يكون الصناعة المحلية الأكثر تضررًا بسبب الوباء، ما أدى إلى تقديم أكثر من 600 مطالبة بدعم العمل من برامج الدعم المالي في ولايات غيرنزي. تحدث بول وايتفيلد نيابة عن الولايات، وكشف عن خطط لتقديم «قدر قليل من العودة إلى العمل بطريقة آمنة مع الحفاظ على إدارة هذا المنحنى» كجزء من إستراتيجية التعافي.

#### المالية
كان تأثر القطاع المالي، وهو أكبر صناعة في غيرنزي، بالوباء أقل ما يمكن، إذ تمكن العديد من الموظفين من العمل من المنزل، على الرغم من أن نائبة رئيس غرفة التجارة في غيرنزي، إيلين غراي، علقت قائلة إن القطاع عانى من انخفاض فوري في التدفق النقدي، وأنه ما زالت هناك حاجة للفصل وتخفيض الأجور في جميع شركات الخدمات المالية.

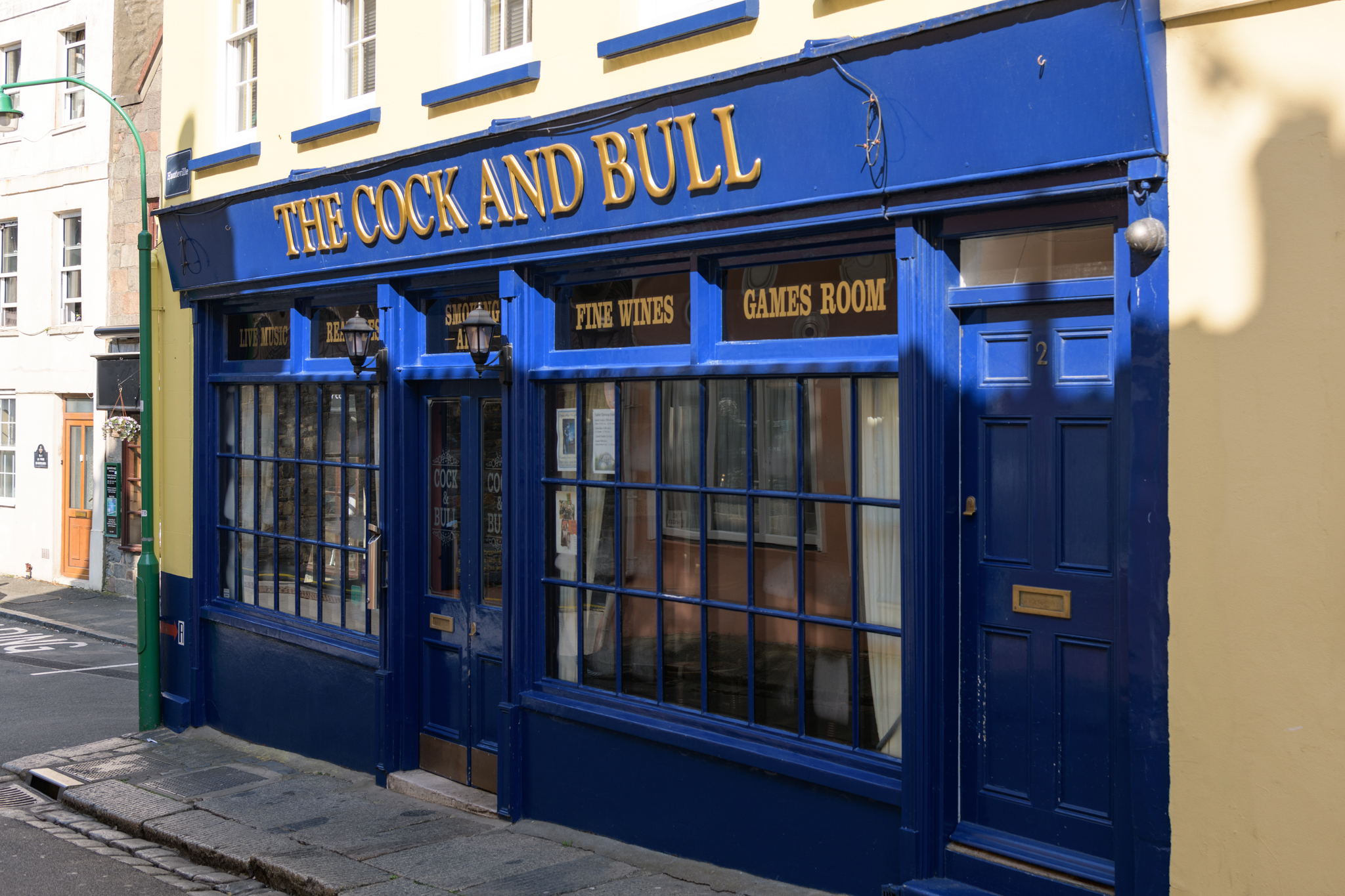
أجبرت الحانات المحلية والمباني المرخصة التي لا تقدم الطعام (منها ذا كوك آند ذا بول في الصورة) على الإغلاق في 20 مارس؛ أُغلقت جميع المنشآت التي تقدم الطعام بعد ذلك بوقت قصير.

#### الطعام والضيافة
وصف الرئيس التنفيذي بول وايتفيلد صناعة الضيافة بأنها عانت «معاناةً ملحوظة» نتيجة الوباء. في 23 مارس، أغلقت مجموعة ليبريشن التي تمتلك عددًا من الحانات والبارات والمطاعم المحلية جميع مواقعها. في 29 مارس، عقب توضيح إجراءات الإغلاق الصارمة التي نفذت قبل أربعة أيام، أُمرت جميع المطاعم والمقاهي والأكشاك بالإغلاق، وبدأ العديد منها بترتيبات لتقديم خدمات توصيل الطعام كي تبقى مفتوحة خلال عملية الإغلاق. في 15 مايو، ذكرت وكالة غيرنزي بريس أن أصحاب الفنادق كانوا يتوقعون أسوأ عام مالي منذ الاحتلال.

#### البيع بالتجزئة
في 31 مارس، أعلنت شركة ساندبايبر، وهي أكبر بائع تجزئة في غيرنزي، أن شرائها من شركة حانات غيرنزي، أصحاب مصنع راندال للبيرة، قد انخفض بسبب تأثير الوباء، مع انتهاء اتفاقية البيع والشراء في 1 أبريل.

#### سوق العقارات
أفيد في 6 أبريل أن مبيعات العقارات والإيجارات لم «تنخفض انخفاضًا كبيرًا»، وأنه على الرغم من إلغاء عرض المنازل، بما في ذلك تلك التي قام بها المساحون وناقلو الملكية بسبب إجراءات الإغلاق، بقي وكلاء العقارات متفائلين بينما كان من السابق لأوانه تقدير تأثير الوباء على العقارات في غيرنزي.

#### السياحة
تأثرت السياحة والزوار، وهي جزء كبير أيضًا من اقتصاد غيرنزي، تأثرًا كبير بسبب الوباء. في 11 مارس، أُعلن أن مرافئ غيرنزي ألغت وصول سفينة سياحية كان من المقرر وصولها في 20 مارس كإجراء وقائي. في وقت لاحق، في 19 مارس، ألغى الأفراد المشغلون جميع رحلات الرحلات البحرية حتى بداية مايو، بما في ذلك تسع رحلات مقررة لزيارة الجزيرة في أبريل وثلاث في مايو.

### التأثير السياسي
انظر أيضًا: تأثير جائحة فيروس كورونا 2019-2020 على السياسة
تسبب هذا الوباء في تغييرات في العمل المعتاد لولايات غيرنزي، وإعطاء هيئة الطوارئ المدنية سلطة سن تشريعات الطوارئ بشكل مستقل لتنسيق وإنفاذ إستراتيجية الاستجابة. نتيجة لذلك، كان هناك العديد من المخاوف بشأن نقص التدقيق في القرارات التي تتخذها هيئة الطوارئ المدنية، وهي هيئة مصممة لـ «حالات الطوارئ قصيرة الأمد»، بسبب عدم اجتماع الولايات للتشاور مثل المعتاد، ودفعها إلى إجراء تغييرات مؤقتة في نظامها الحكومي. حُلت هذه المسألة في 14 أبريل حين اجتمعت دول التشاور عبر الإنترنت للتصويت بأثر رجعي على مختلف تشريعات قوى الطوارئ التي وضعتها هيئة الطوارئ المحلية، والتي قُبلت كلها. في اجتماع آخر عبر الإنترنت في 15 أبريل، قررت دول التشاور تأجيل أول انتخابات على مستوى الجزيرة في غيرنزي، وكان من المقرر إجراؤها في الأصل في يونيو 2020، حتى يونيو 2021.

### التأثير الاجتماعي

#### الجريمة
كشفت شرطة غيرنزي عن هبوط عام في عدد الجرائم التي أبلِغ عنها وارتُكبت خلال فترة الإغلاق، على الرغم من وجود عدد من الأشخاص الذين قُبض عليهم بتهمة مخالفات المرور. رغم ذلك، زاد عدد حوادث العنف المنزلي في غيرنزي منذ تنفيذ قيود الإغلاق، وترافق ذلك بمزيد من المكالمات إلى الشرطة والجمعيات الخيرية المعنية بالعنف المنزلي؛ أوضحت شرطة غيرنزي باستمرار أن مغادرة المنزل هربًا من العنف المنزلي يُعتبر خروجًا ضروريًا. في 3 أبريل، تعرضت امرأة من أصل آسيوي لإساءة عنصرية لفظيًا من قبل رجل في موقف للسيارات في متجر ويتروز في روهيس.

#### الأحداث
بعد نصيحة الحكومة بشأن التباعد الاجتماعي والحد من لمس الآخرين، أُلغي أو أُجل عدد من الأحداث المحلية منها احتفالات يوم التحرير ومهرجان غيرنزي الأدبي. في 20 مايو، أكد المنظمون أن عطلة نهاية الأسبوع السنوية لسباق الخراف في سارك قد ألغيت بسبب الوباء.
وجدت دراسة أجرتها آيلاند غلوبال ريسيرج حول تأثير الوباء في الأقاليم التابعة للتاج أنه خلال الأسبوع الذي بدأ في 23 مارس، أجبر 87% من المستجيبين في غيرنزي على تأجيل أو إلغاء الخطط أو الأحداث الاجتماعية بسبب الوباء. بعد إغلاق الكنائس في جميع أنحاء الجزيرة، وإلغاء التجمعات الأسبوعية، أعلنت إذاعة بي بي سي غيرنزي أنها ستستضيف التجمعات اللاسلكية كل يوم أحد. في 23 مارس، أصدرت الديوان الملكي عدة تغييرات في إجراءاته المعنية بالاستجابة للوباء من أجل السماح باتخاذ تدابير التباعد الاجتماعي. واستمر توفير «حكم أساسي» لخدمات الزواج.

#### التعليم
أدى هذا الوباء إلى إغلاق شبه كامل للمدارس في المنطقة، مثلما حدث للأنظمة التعليمية في جميع أنحاء العالم. في 19 مارس، أعلنت الصحة العامة عن إغلاق جميع المدارس في المنطقة من 23 مارس حتى نهاية عطلة عيد الفصح على الأقل، مع وجود نية بإعادة فتحها بمجرد توفر الاختبار على الجزيرة، ولكن مُدد ذلك لاحقًا حتى 31 مايو (على الرغم من أن القرار سيخضع للمراجعة المستمرة). استثني الأطفال الذين صُنف أهلهم من عمال الأزمة وكذلك الأطفال والشباب ذوي الاحتياجات التعليمية الخاصة الذين سُمح لهم بالذهاب إلى المدرسة مع تطبيق تدابير التباعد الاجتماعي. ذكر سانت بيير أن الإجراءات قدرت أن نحو 10% إلى 15% من الأطفال سيذهبون للمدارس أثناء فترة الإيقاف المؤقت للتعليم. في 7 أبريل، أعلن عن رعاية 126 طفلًا وشابًا في المدرسة.
أدى إغلاق المدارس بسبب الوباء أيضًا إلى المزيد من الاضطرابات في التعليم بما في ذلك حدوث تغييرات في إجراء الامتحانات، وتأخر النتائج والقبولات الأكاديمية، وكذلك نقل الطلاب الذين يدرسون في الخارج. تأخرت قبولات المدرسة الابتدائية والثانوية، التي كانت تُرسل عادةً قبل نهاية الفصل الدراسي الربيعي، ولم يتمكن طلاب المستوى الأول وطلاب الشهادة الإعدادية العامة من التقدم للامتحانات بسبب الوباء، ووضع لهم المدرسون درجات «تقديرية» بتوجيه من مكتب تنظيم المؤهلات والامتحانات. نُصح الطلاب ممن يدرسون في المملكة المتحدة أو في الخارج بالعودة إلى الجزيرة «عاجلًا وليس آجلًا» وسط إغلاق العديد من الجامعات والمؤسسات التعليمية بسبب الوباء، وطُلب منهم في بيان في 17 مارس أن يفكروا في العودة إلى الوطن «حتى إذا تطلبت العودة فترة من العزل الذاتي».
في 15 مايو، أُعلن عن إعادة فتح المدارس الابتدائية اعتبارًا من 8 يونيو على أن يحضر نصف الطلاب يومي الاثنين والثلاثاء والنصف الآخر يومي الخميس والجمعة، وأن يُستغل الأربعاء في التنظيف التام للمدرسة لمنع انتشار الفيروس. أما المدارس الثانوية بقيت مغلقة.

#### الصحة النفسية
ظهرت مخاوف بشأن تأثير الوباء على الصحة العقلية في المنطقة، خاصة بين الشباب والعاملين في مجال الرعاية. وجدت دراسة متمحورة حول الصحة العقلية والسلامة أن عدد الأشخاص الذين يدعون أنهم «متفائلون» انخفض من 72% في بداية عام 2020 إلى 25% فقط بحلول منتصف أبريل. افتُرض أن بعض الأشخاص الذين يعانون عادة من مستويات عالية من القلق مروا بتجربة أكثر إيجابية أثناء الإغلاق، لكن العودة إلى الحالة الطبيعية ما بعد الإغلاق يمكن أن تؤدي إلى زيادة القلق بعد فترة من انخفاض التواصل الاجتماعي.

#### الرياضة
أثر الوباء على الرياضة في الجزيرة تأثيرًا كبيرًا. شملت عمليات إلغاء الفعاليات ماراثون غيرنزي ونصف نهائي موراتي فاسي. قُطع موسم غيرنزي إف سي حين أُلغيت جميع تجهيزات الدوري الإثماني 2019-2020 المتبقية وأُلغي الموسم، في حين تأهل فريق غيرنزي رايدرز، الذي قاد لندن والدوري الممتاز الجنوبي الشرقي عند انتهاء التقسيم قبل موعده بسبب الوباء، إلى الدوري الوطني الثاني الجنوبي للموسم التالي. تأجل اللعب في كأس سيام لعام 2020، أي مسابقة الرغبي السنوية بين غيرنزي وجيرسي وثاني أقدم كأس للرغبي، إلى مايو 2021.

#### وسائل النقل

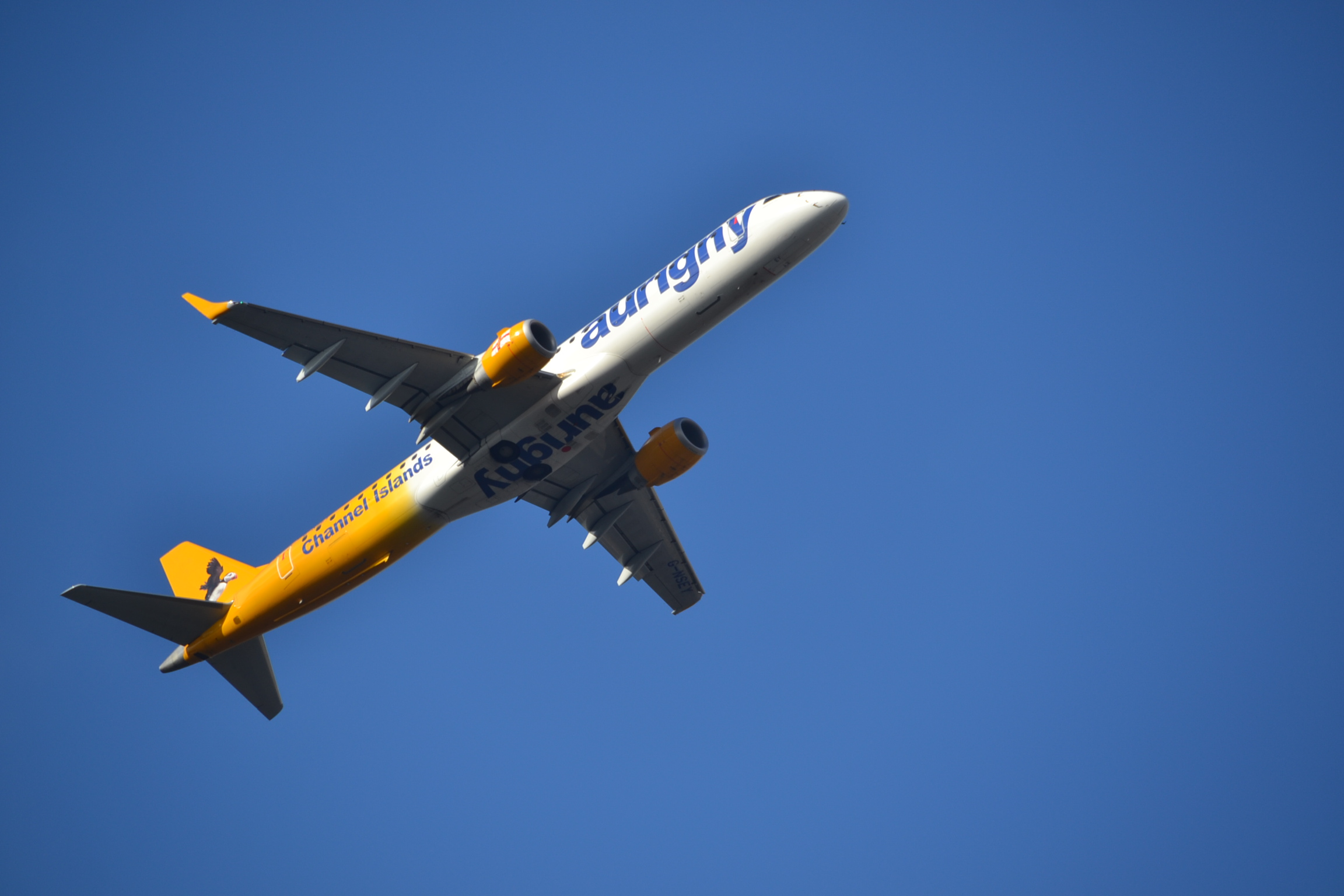
قللت خطوط أوريني الجوية المحلية رحلاتها كثيرًا بسبب انخفاض الطلب، يعود ذلك جزئيًا لنصيحة الحكومة بتجنب السفر غير الضروري

في 21 مارس، أُعلن أنه وفقًا للتوجيهات الصادرة عن ولايات غيرنزي، لن يُسمح لأي قارب من خارج المنطقة أن يرسو في هيرم حتى نهاية أبريل على الأقل. في 23 مارس، علقت سارك سير جميع قوارب الركاب إلى الجزيرة. أُعيد جميع سكان سارك إلى وطنهم بحلول 30 مارس، ومن ذلك التاريخ سُمح بسير ثلاث رحلات شحن فقط إلى الجزيرة.
في 18 مارس، عرضت شركة الخطوط الجوية المحلية بلو آيلاندز على المواطنين رحلات العودة قبل موعد العزل في الجزيرة. بعد ذلك بيومين، في 20 مارس، أعلنت شركة الطيران أنها ستوقف جميع الرحلات الجوية من غيرنزي بسبب نقص الطلب.
في 19 مارس، أعلنت شركة أوريني للخطوط الجوية المحلية عن تغييرات في برامج رحلاتها تضمنت انخفاضًا في الخدمات بين بعض الوجهات وتعليق طرق أخرى تمامًا، كان من المخطط مبدئيًا أن تعمل حتى 19 أبريل. قالت شركة الطيران إن الهدف من برنامج الرحلات المخفض هو «إنقاص التكاليف في هذه الفترة غير المسبوقة من الطلب المنخفض»، وأعربت عن أملها في العودة إلى جدولها المعتاد في الصيف. في 25 مارس، أعلنت أوريني عن برنامج رحلات شحيح متاح فقط للزبائن الذين لديهم سبب ملح للسفر.
في 3 أبريل، أعلنت أوريني أنها ستعلق جميع الرحلات الجوية من وإلى جاتويك من 6 أبريل حتى نهاية مايو. مُدد ذلك في 15 مايو حتى نهاية أغسطس، مع تعليق الرحلات الجوية إلى جميع الوجهات بخلاف طريق الطوارئ إلى ساوثامبتون.
في 10 أبريل، أُبلغ أن مطار غيرنزي لم يعد مفتوحًا أيام السبت حتى نهاية مايو 2020.
في 12 مايو، أعلنت كوندور فيريس أنه لن تتواجد عبارات ركاب حتى 12 يونيو على أقل تقدير.

## استجابات أخرى
أعلنت شركة إيرتل-فودافون في 20 مارس أنها زادت البيانات المخصصة لعملائها حتى 50 غيغابايت لفترة مبدئية مدتها شهر واحد لدعم الأشخاص الذين سيعملون من المنزل خلال الجائحة. وأعلنت شركة شور عن تقديم الترقيات المجانية لسرعة الحزمة العريضة لعملائها حتى شهر يوليو.
في 31 مارس، أعلنت روبيس أنها ستقدم وقودًا مجانيًا لجميع العاملين في المستشفيات على الخطوط الأمامية في أنحاء الجزيرة. سيكون العاملون قادرين على الحصول على قسيمة وقود صالحة للاستخدام في أيٍ من محطات الوقود التابعة لروبيس.

## الاستجابة الشعبية
في 7 أبريل، أفادت دراسة أجرتها مؤسسة «آيلاند غلوبال ريسيرش» أن 77% من سكان الجزيرة يعتقدون أن التهديد الناجم عن الجائحة مرتفع أو مرتفع جدًا. وأن نسبة 25% ممن هم دون الثلاثين يرون أن خطر الجائحة مرتفع أو مرتفع جدًا مقارنةً بنحو 50% من الأشخاص فوق السبعين من العمر، ووُجد في العموم أن الأشخاص يرون أن أفراد عائلتهم أكثر منهم عرضة للخطر، خاصة أولئك المتواجدون في المملكة المتحدة عوضًا عن غيرنزي.
عُرضت صور قوس قزح وتصاميم مأخوذة منه في أنحاء الجزيرة لتكون «رمزًا للإيجابية والأمل».
في 15 أبريل، أطلقت الولايات نداءً مركزيًا طلبًا للاستجابة للتصدي لجائحة كوفيد-19، بهدف جمع التمويل لدعم العاملين في القطاع الصحي، والذين يواجهون أزمات مالية، ولتوفير لوازم الوقاية الشخصية. وأُطلق النداء تلبيةَ «للطلب الكبير» من سكان الجزيرة الراغبين في التبرع للمساعدة في مكافحة الجائحة. أنشأت الولايات صندوقًا مركزيًا آخر، وجمع الصندوقان المركزيان ونداءات الدعم أكثر من 150,000 جنيه إسترليني. جمع صندوق تبرعات محلي مستقل 4000 جنيه إسترليني لدعم العاملين في مجال الرعاية الصحية وموظفي الرعاية المجتمعية.

## الإحصائيات

### نتائج الاختبارات
حتى 27 مايو، فُحصت 4,697 عينة، كشفت عن 252 حالة إيجابية و4,413 حالة سلبية، ومازالت 29 حالة قيد التحقق. أبلغ عن شفاء 238 حالة مؤكدة، أي أن الاختبارات أصبحت سلبية بعد ثبوت إصابتهم سابقًا، ولا توجد أي حالة نشطة الآن. من المرجح أن يكون العدد الفعلي للحالات أعلى من الرقم السابق لأن عدد الاختبارات المجراة منخفض نسبيًا.
عدد حالات الإصابة الجديدة (عدد الحالات الجديدة في اليوم)
عدد حالات الشفاء الجديدة (عدد حالات الشفاء في اليوم)
عدد الاختبارات (عدد الاختبارات المنفذة يوميًا، البيانات متوفرة من 20 مارس فصاعدًا)
عدد الحالات الكلية (الحالات المؤكدة النشطة، الحالات المؤكدة الكلية)

### الوفيات
سجلت ولايات غيرنزي 13 حالة وفاة ناتجة بشكل مؤكد عن الإصابة بكوفيد-19. حُددت وفاة واحدة لمريض مصاب بكوفيد-19 بشكل مؤكد لكنه توفي بسبب آخر. إضافةً إلى ثلاث وفيات «مفترضة» - وهي وفيات يُعتقد أنها ناتجة عن الإصابة بكوفيد-19 دون التحقق من ذلك على نحو مؤكد. حدثت وفيتان في المستشفى بينما حدثت كل الوفيات الأخرى عند المقيمين في دور الرعاية المحلية.

### مجموعات الإصابة
من بين 252 حالة مؤكدة حتى 11 مايو، كانت نسبة الذكور 37% والإناث 63%، وتراوحت أعمار المصابين بين 0 و99 سنة. بلغت أعمار 96% من المصابين 18 سنة فما فوق وكان 4% دون 18 سنة. حددت ولايات غيرنزي المملكة المتحدة وفرنسا وتنريفي والبر الرئيسي لإسبانيا وألمانيا والنمسا وسويسرا وجيرسي إلى جانب الانتقال المحلي، بأنها مصادر العدوى في البيليفية.
نتجت أكبر تجمعات (كتل) من الحالات عن عدة مجموعات إصابة حُددت في دور الرعاية المحلية، إذ شكل المقيمون في هذه الدور والعاملون فيها أكثر من 40% من جميع الحالات المؤكدة في البيليفية. وعلى الجانب الآخر، كانت مجموعات الإصابة الناتجة عن مصدر مجتمعي غير معروف (حالة إصابة لم يكن ممكنًا تتبع صلتها بحالة معروفة أو مجموعة إصابات) الأصغر بين مجموعات الإصابة وشكلت نسبة 12% من الحالات.
يبين الرسم البياني أدناه الحالات النشطة المؤكدة حتى 27 مايو المسجلة وفق تاريخ التشخيص. وتشير الحالات النشطة إلى العدد الإجمالي للحالات المؤكدة مطروحًا منه حالات الشفاء والوفيات. يُحدد الشفاء وفقًا للتعريف الفيروسي، ما يعني أنه يتحقق حين يُعاد الاختبار وتكون النتيجة سلبية، أي لا يمكن كشف الفيروس في مسحة الأنف أو الحلق في اليوم 14 (أو في وقت لاحق إذا كانت الأعراض مستمرة في اليوم 14).

### الديمغرافيا
توزع الحالات تبعًا للجنس والعمر، في المخطط التالي:                                                                                  

### الإحصائيات الكاملة
| يونيو ويوليو | يونيو ويوليو      | يونيو ويوليو      | يونيو ويوليو    | يونيو ويوليو    | يونيو ويوليو | يونيو ويوليو | يونيو ويوليو     | يونيو ويوليو     | يونيو ويوليو |
| التاريخ      | النتائج الإيجابية | النتائج الإيجابية | الحالات المؤكدة | الحالات المؤكدة | عدد الفحوصات | عدد الفحوصات | حالات شفاء مؤكدة | حالات شفاء مؤكدة |              |
| التاريخ      | حالات جديدة       | العدد اكللي       | جديدة           | العدد الكلي     | الجديدة      | الكلي        | جديدة            | كلية             |              |
| ------------ | ----------------- | ----------------- | --------------- | --------------- | ------------ | ------------ | ---------------- | ---------------- | ------------ |
| 1 يونيو      | 0                 | 252               | 0               | 13              | 30           | 5,089        | 0                | 238              |              |
| 2 يونيو      | 0                 | 252               | 0               | 13              | 49           | 5,138        | 0                | 238              |              |
| 3 يونيو      | 0                 | 252               | 0               | 13              | 95           | 5,233        | 0                | 238              |              |
| 4 يونيو      | 0                 | 252               | 0               | 13              | 45           | 5,278        | 0                | 238              |              |
| 5 يونيو      | 0                 | 252               | 0               | 13              | 121          | 5,399        | 0                | 238              |              |
| 6 يونيو      | 0                 | 252               | 0               | 13              | 20           | 5,419        | 0                | 238              |              |
| 7 يونيو      | 0                 | 252               | 0               | 13              | 48           | 5,467        | 0                | 238              |              |
| 11 يونيو     | 0                 | 252               | 0               | 13              |              | 5,695        | 0                | 238              |              |
| 19 يونيو     | 0                 | 252               | 0               | 13              |              | 6,051        | 0                | 238              |              |
| 26 يونيو     | 0                 | 252               | 0               | 13              |              | 6,269        | 0                | 238              |              |
| 1 يوليو      | 0                 | 252               | 0               | 13              |              | 6,462        | 0                | 238              |              |